# Monte Santa Maria Tiberina
Monte Santa Maria Tiberina là một đô thị ở Tỉnh Perugia trong vùng Umbria, có khoảng cách khoảng 40 km về phía tây bắc của Perugia. Guy Verhofstadt, ex-prime minister of Bỉ, has his summer retreat in Monte Santa Maria Tiberina. Tại thời điểm ngày 31 tháng 12 năm 2004, đô thị này có dân số 1.228 người và diện tích là 72.1 km².
Đô thị Monte Santa Maria Tiberina có các frazioni (các đơn vị cấp dưới, chủ yếu là các làng) Gioiello, Lippiano, và Marcignano.
Monte Santa Maria Tiberina giáp các đô thị: Arezzo, Città di Castello, Monterchi.